# 本多政冬
本多 政冬 （ほんだ まさふゆ、万治3年（1660年）- 享保13年5月19日（1728年6月26日）） は、加賀藩の家老、人持組本多図書家初代当主。
父は加賀藩の年寄・本多政長。子は本多政恒、本多政行、本多政昌室、横山隆達室。通称は長五郎、図書。

## 生涯
加賀藩年寄・本多政長の四男として生まれる。藩主前田綱紀に仕え、新知3000石を賜る。元禄14年（1701年）父政長の隠居の際に、8000石の加増を受け、知行1万1000石となる。宝永2年（1705年）若年寄となる。宝永4年（1707年）家老となる。
享保13年（1728年）5月19日死去。享年69。家督は嫡男の政恒が相続した。末男の政行は、延享5年（1748年）に宗家を相続した。

## 人物
父政長や兄政敏と同様に詩歌に巧みな教養人であった。

### 代表的な和歌
- 雨は今朝月にさはらぬ今夜かな（仲秋の作 可観小説より）